# Mark Tulin
Mark Tulin (21. listopadu 1948 – 26. února 2011) byl baskytarista skupiny The Electric Prunes, která existovala v letech 1965–1971 a 2001–2011.